# Tarr Steps
Pour les articles homonymes, voir Tarr (homonymie).
Le Tarr Steps est un pont en dalle de pierre préhistorique ou pont en poutres, situé en Grande-Bretagne. 
Il totalise une longueur de 55 mètres et figure parmi les plus anciens ponts connus au monde et certainement l'un des premiers à présenter une structure non empirique.
Il a été édifié à l'antiquité (début du Ier millénaire av. J.-C.) afin de franchir à pied le Barle dans une zone du parc national d'Exmoor située dans le comté de Somerset, au sud-ouest de l'Angleterre. Il fait partie des monuments classés au Royaume-Uni. 
Il est représenté sur un timbre postal britannique émis le 5 mars 2015. 